# Compianto sul Cristo morto (Tintoretto San Paolo)
Compianto sul Cristo morto o Pietà è un dipinto del pittore veneziano Tintoretto realizzato nel 1560-1565 e conservato nel Museo d'Arte di San Paolo in Brasile. Il dipinto raffigura il compianto sul Cristo morto.

## Descrizione e stile
La composizione raffigura il corpo morto di Cristo avvolto parzialmente da un panno bianco lucente, sul suolo a destra si trova la corona di spine che era messa nella sua testa precedentemente. 
Gesù è sorretto ed abbracciato, alla parte sinistra, da Giovanni evangelista, vestito con una veste rossa e un mantello marrone chiaro, e sua madre Maria Vergine con una veste rossa un mantello bianco e un velo in testa; entrambe le loro teste sono circondate da una luce. 
Maria Maddalena è al lato destro con le mani spalancate vestita con un veste marrone chiara e uno scialle verde scuro.
Da notare che i vestiti vaporosi dei personaggi occupano buona parte della composizione. 
Giovanni evangelista, Maria Vergine e Maria Maddalena sono in atteggiamento di sofferenza, hanno gli occhi puntati su Gesù Cristo morto.
La parte sinistra dello sfondo, dietro Giovanni evangelista, Maria Vergine e Gesù, c'è una parete montagnosa fitta di vegetazione che arriva circa alla metà della composizione; nell'altra metà di sfondo, dietro Maria Maddalena, si intravede degli edifici con delle montagne in lontananza e il cielo.